# Modula
Modula samt Modula-2 och Modula-3 är programspråk skrivna av professor Niklaus Wirth, som också skapade Pascal. Programmen är procedurella mycket modulärt uppbyggda språk med stark kontroll av datatyper. De två förstnämnda skapades i slutet av 1970-talet. Den ursprungliga versionen övergavs snabbt (en kompilator hann publiceras), medan Modula-2 har fått rätt stor spridning, bland annat som språk använt vid undervisning i programmering. Speciellt på högskolor/universitet. Uppföljaren Modula-3 har haft inflytande på bland annat Java och C#, men har som sådant inte kommit att användas särskilt mycket.